# Joseph Bramah
Joseph Bramah (Stainborough, Yorkshire, 1748 - Holt, Dorset, 9 de Dezembro de 1814) foi um inventor inglês a quem se atribui a invenção da prensa hidráulica e de várias fechaduras de alta segurança.

## Biografia
Bramah iniciou a sua vida profissional como agricultor em Yorkshire tornando-se carpinteiro devido a um acidente que lhe provocou ferimentos. Passou a viver em Londres, onde passou a trabalhar na invenção da prensa hidráulica, cujo objectivo era o de imprimir notas bancárias com números de série sequenciais, do autoclismo (descarga, no Brasil), uma bomba para cerveja e alguns novos tipos de fechaduras. 
Fundou a empresa Bramah Locks que ainda hoje existe em Londres. As fechaduras Bramah tornaram-se famosas devido à sua resistência e segurança. A empresa tinha tanta confiança nas suas fechaduras que, a partir de 1790, lançou o Desafio Fechadura (Challenge Lock) por colocar na montra a seguinte inscrição: 
- "O artista que conseguir produzir um instrumento capaz de abrir esta fechadura receberá imediatamente 200 guinéus"

O desafio mateve-se por mais de sessenta anos até à Grande Exposição de 1851, no Crystal Palace de Hyde Park em Londres, quando um inventor norte-americano, Alfred Charles Hobbs, conseguiu abrir a fechadura. Apesar de algum debate sobre o método usado, Hobbs recebeu o prémio. Ainda assim, relata-se que demorou cerca de cinquenta horas ao longo de dezesseis dias para conseguir abrir a fechadura.
Devido aos instrumentos de precisão que necessitava para desenvolver as fechaduras e cadeados, Bramah investiu muito do seu tempo a desenvolver ferramentas e máquinas que o auxiliassem nos processos de fabrico. Empregou e treinou diversos profissionais, sendo que alguns deles vieram a tornar-se inventores conhecidos. Entre eles estava Henry Maudslay, que trabalhou com Bramah desde os seus dezoito anos de idade, bem como Joseph Clement, um engenheiro que, entre outras coisas, contribuiu significativamente para o desenvolvimento do torno mecânico.
Bramah morreu em 9 de Dezembro de 1814 em Holt, Dorset, Inglaterra.
Em 2006 um bar na baixa de Barnsley recebeu o nome de Joseph Bramah em sua memória.

## Algumas patentes
- 1778: Autoclismo (descarga, no Brasil)
- 21 de Agosto de 1784:  A fechadura Bramah
- 9 de Maio de 1785: Bomba para extracção de cerveja
- 1795: Prensa hidráulica